# 柳林镇中学

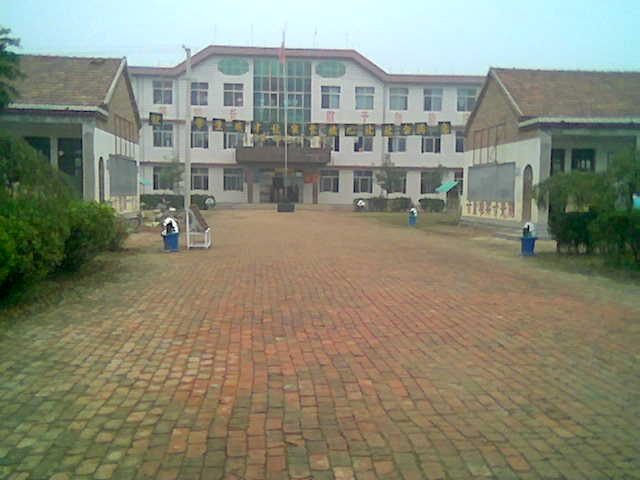
柳林镇中学。

柳林镇中学为山东省菏泽市巨野县柳林镇唯一的初级中学。1990年代时有南校、北校之分，约在1998年合并，初一、初二统在北校，初三在南校。现南校已停用，北校建设一新。